# Ultra Games
Ultra Software Corporation ou Ultra Games foi uma companhia criada em 1988 como subsidiária da Konami of America.

## Jogos publicados
| Console                                             | Jogo                                             | Data de lançamento |
| --------------------------------------------------- | ------------------------------------------------ | ------------------ |
| NES                                                 | Metal Gear                                       | junho de 1988      |
| NES                                                 | Skate or Die!                                    | dezembro de 1988   |
| NES                                                 | Gyruss                                           | fevereiro de 1989  |
| NES                                                 | Q*bert                                           | fevereiro de 1989  |
| NES                                                 | Teenage Mutant Ninja Turtles                     | junho de 1989      |
| NES                                                 | Defender of the Crown                            | julho de 1989      |
| NES                                                 | Silent Service                                   | dezembro de 1989   |
| NES                                                 | Kings of the Beach                               | janeiro de 1990    |
| NES                                                 | Snake's Revenge                                  | abril de 1990      |
| NES                                                 | Castlevania III: Dracula's Curse                 | setembro de 1990   |
| NES                                                 | Mission: Impossible                              | setembro de 1990   |
| NES                                                 | RollerGames                                      | setembro de 1990   |
| NES                                                 | Teenage Mutant Ninja Turtles II: The Arcade Game | dezembro de 1990   |
| NES                                                 | Ski or Die                                       | fevereiro de 1991  |
| NES                                                 | Base Wars                                        | junho de 1991      |
| NES                                                 | Nightshade                                       | janeiro de 1992    |
| NES                                                 | Pirates!                                         | outubro de 1992    |
| NES Game Boy                                        | Star Trek: 25th Anniversary                      | fevereiro de 1992  |
| Game Boy                                            |                                                  |                    |
| Motocross Maniacs                                   | janeiro de 1990                                  |                    |
| Nemesis                                             | abril de 1990                                    |                    |
| Teenage Mutant Ninja Turtles: Fall of the Foot Clan | agosto de 1990                                   |                    |
| Quarth                                              | dezembro de 1990                                 |                    |
| Operation C                                         | fevereiro de 1991                                |                    |
| Blades of Steel                                     | agosto de 1991                                   |                    |
| Ultra Golf                                          | março de 1992                                    |                    |
| World Circuit Series                                | março de 1992                                    |                    |